# Zid

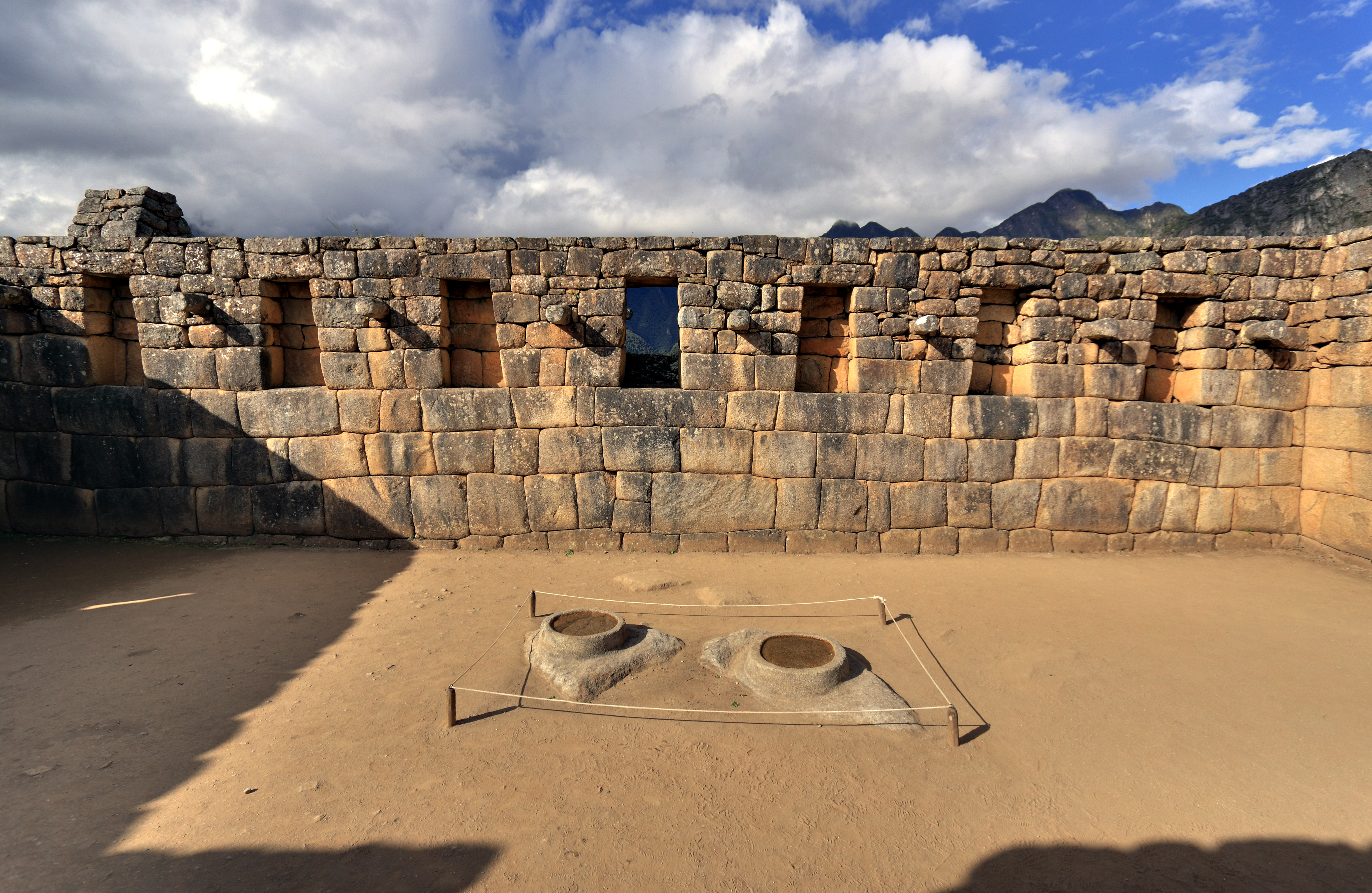
Zid al unei clădiri din faimoasa citadelă a civilizației inca, Machu Pichu

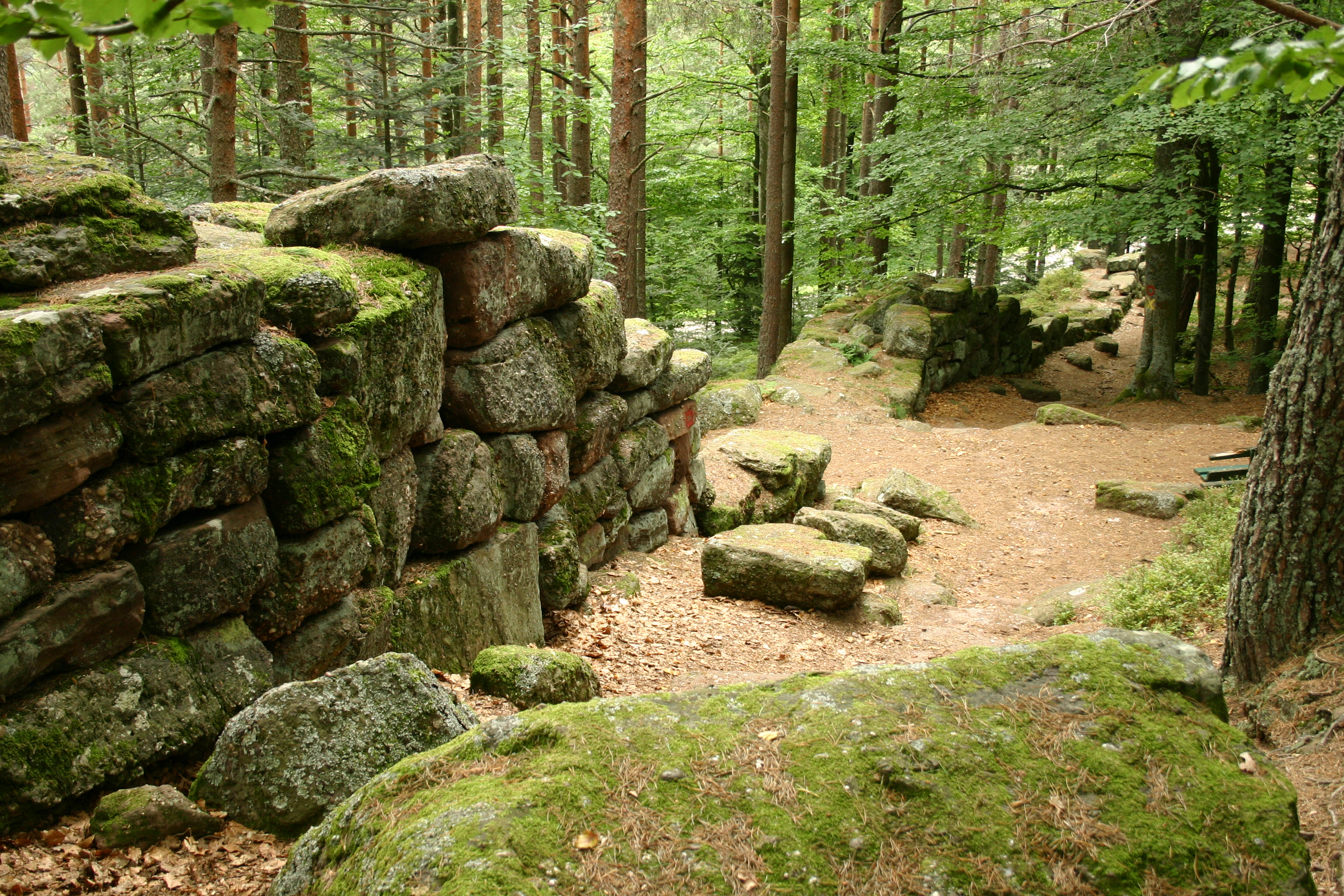
Zid al unei fortificații care a fost "înghițită" de pădure.

Un zid este o structură neobișnuit de puternică menită să protejeze o anumită zonă. De obicei, un zid delimitează o clădire și susține structura sa superioară, separă porțiuni distincte ale clădirii sau structurii, respectiv protejează și delimitează spații în aer deschis.
Există mai multe tipuri diferite de ziduri, printre care se pot menționa ziduri de despărțire, numite curent pereți, ziduri de construcție, ziduri de delimitare, ziduri de apărare, ș.a.m.d..
Zidurile de construcție au un ca singur scop susținerea tavanelor și respectiv a acoperișurilor. În construcțiile de astăzi, un zid care urmează să aibă și o funcție de perete, va avea izolare termică și elemente de finisare (așa cum sunt drywall or panelling). În plus, un perete de interior poate avea în interiorul său (sau aproape de suprafața sa) diferite cablurile electrice, țevi și elemente de canalizare. 
Adesea zidurile de construcție, atât interioare cât și exterioare, pot deveni suporturi pentru diferite opere de artă, așa cum ar fi mozaicuri, picturi murale sau basoreliefuri.
În arhitectură și ingineria civilă, zidul frontal al unei clădiri se numește fațadă și are mai întotdeauna o funcție istorică, culturală și estetică deosebită. Fiind edificată, ornată și decorată corespunzător perioadei istorice a realizării clădirii sau structurii, fațada este de multe ori mult mai valoroasă decât ansamblul pe care îl reprezintă.

## Istoric

### Ziduri de delimitare

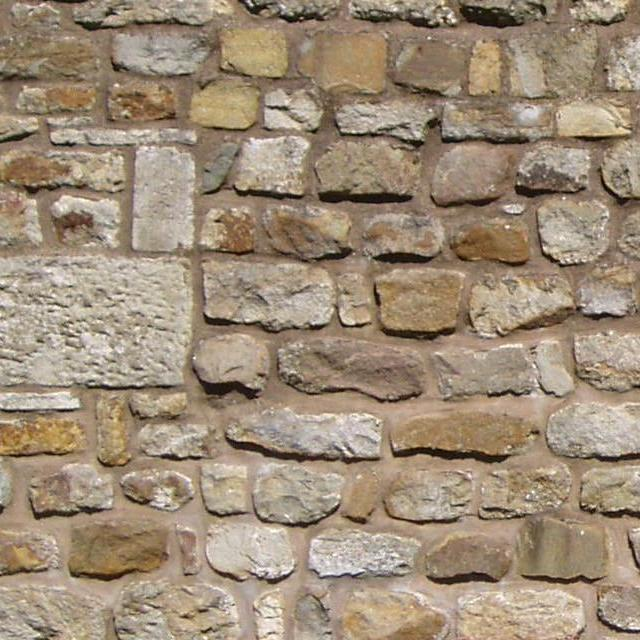
Zid de piatră folosit la construcția unui grajd din Anglia.

Zidurile de delimitare pot include ziduri de marcare a proprietății, ziduri de delimitare în interiorul aceleiași proprietăți și zidurile exterioare ale unui oraș sau castel. De obicei, zidurile de marcare a proprietății sunt echivalente cu gardurile, cu distincția că orice gard desemnează o structură de minimă grosime, de obicei nerigidă, care este deschisă mediului înconjurător, în timp ce un zid este gos, închis, rigid și opac. Simplu definit, dacă un zid este realizat din lemn sau sârmă, atunci este un gard, iar dacă este realizat prin oricare procedeu de zidărie atunci este un zid.
În anumite situații, când există ambiguități de nominalizare, așa cum este cazul Zidului Berlinului, care fusese parțial un gard din sârmă ghimpată și parțial un zid construit din cărămizi și blocuri de beton, se preferă termenul de barieră de separare.
Înainte de inventarea artileriei, multe dintre orașele (în engleză cities) și târgurile (în engleză towns) lumii, mai ales în Europa și Asia, avuseseră ziduri defensive, numite și zidurile orașului. După mecanizarea războaielor, când importanța zidurilor de apărare a scăzut semnificativ și orașele s-au extins mult dincole de limitele lor rigide, multe din aceste ziduri protective sau porțiuni semnificative ale acestora au fost demolate, așa cum ar fi în Roma, Italia sau în Beijing, China. În alte cazuri, cum ar fi orașul Timișoara, România, partea centrală și cea mai solidă a fostului zid de apărare al orașului, cunoscută sub numele de Bastion a fost transformată în anii 1970 într-o încântătoare zonă comercială multifuncțională.

## Galerie de imagini

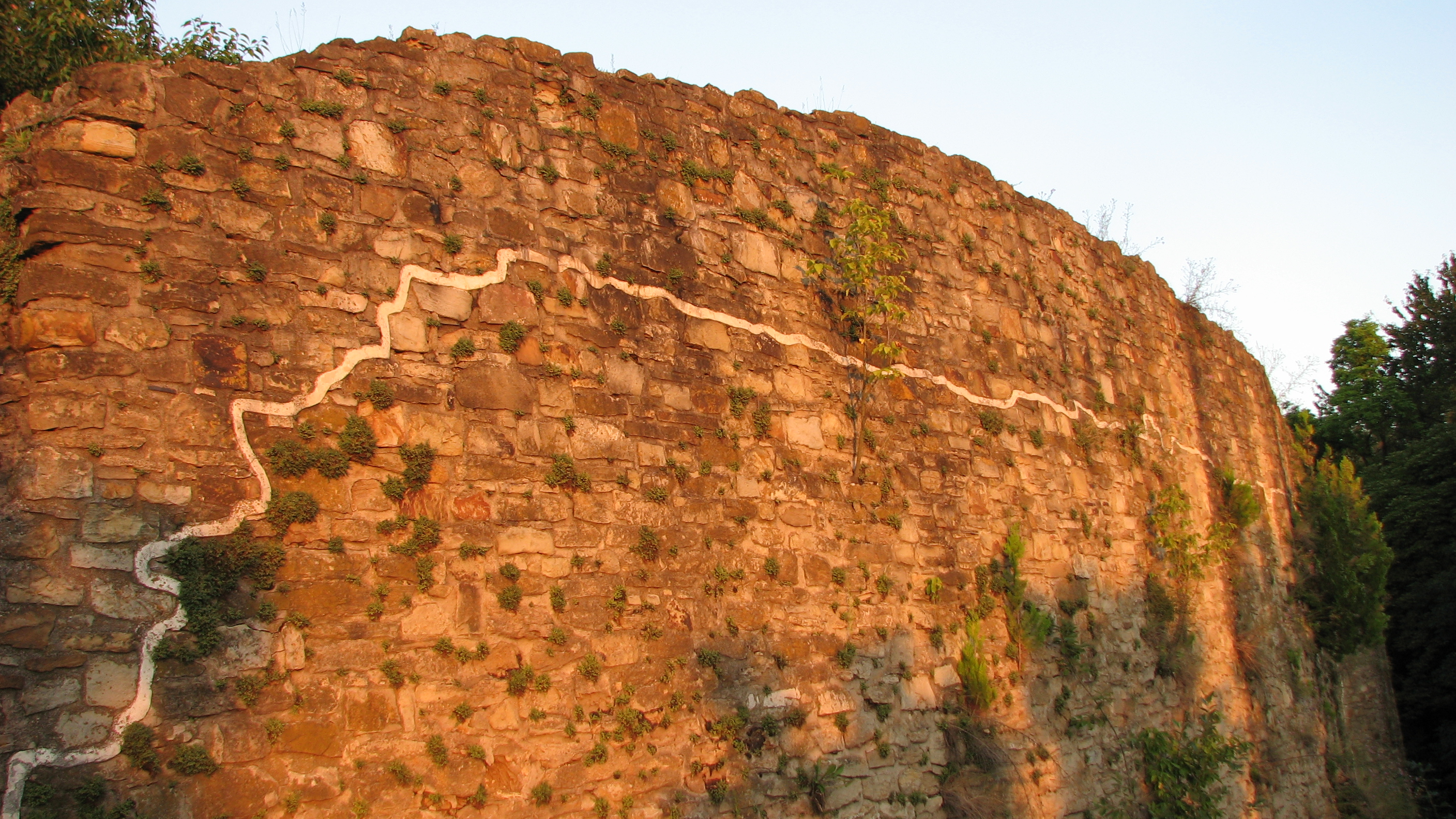
Zidul de apărare al cetății Suceava
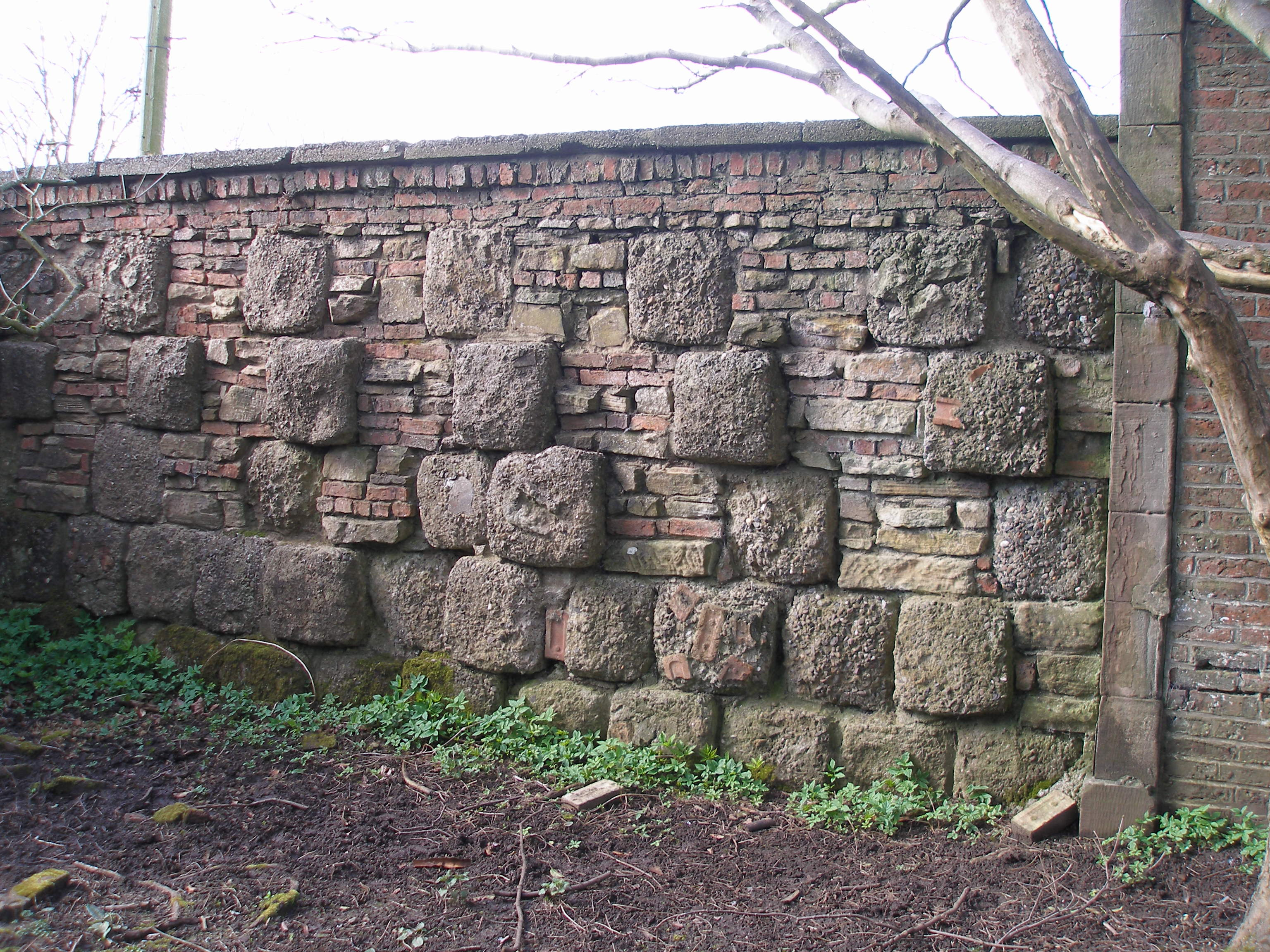
Zid modern
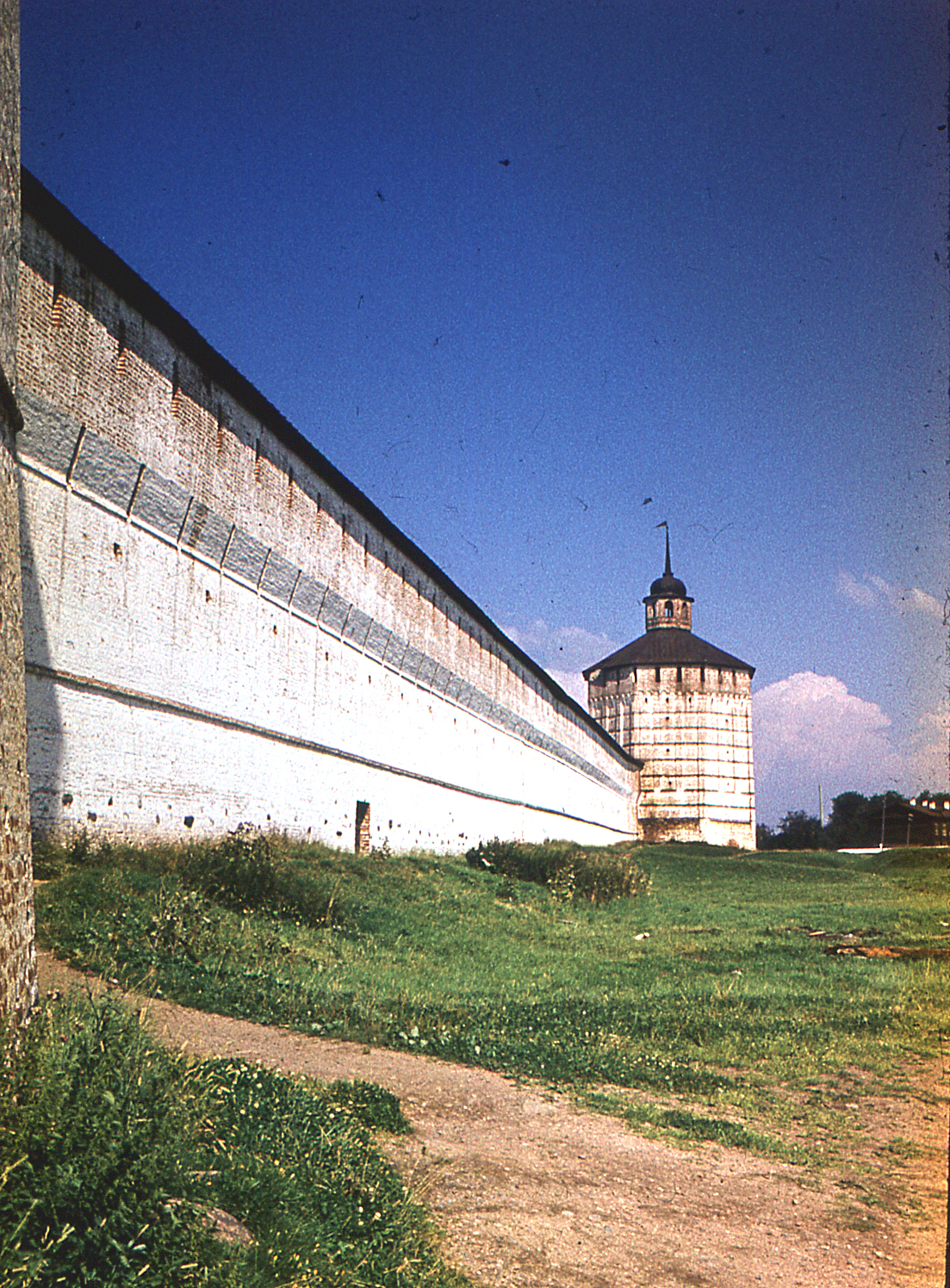
Zidul unei mănăstiri
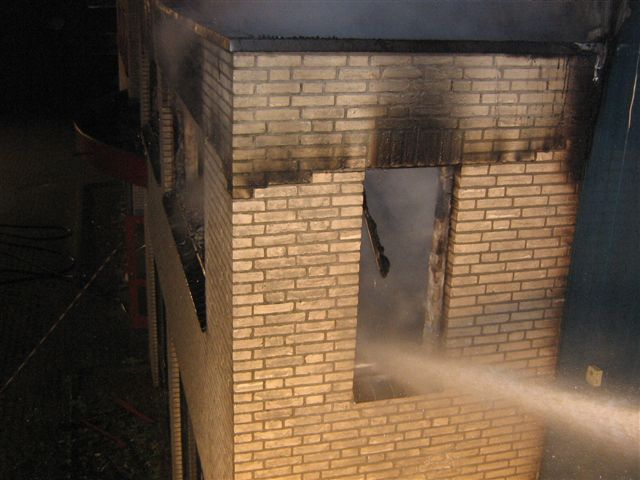
Zid de cărămizi